# Gilberto Idonea
Gilberto Idonea (Catania, 18 giugno 1946 – Catania, 5 ottobre 2018) è stato un attore italiano.

## Biografia
Il suo debutto cinematografico è avvenuto nel 1978 nel film Turi e i paladini. Ha recitato in film tra cui Malèna di Giuseppe Tornatore, La donna del treno di Carlo Lizzani e Il consiglio d'Egitto di Emidio Greco. In televisione ha recitato in diverse serie, tra cui La piovra 8 - Lo scandalo, mentre è stato coprotagonista ne La piovra 10 nel ruolo dell'avvocato Rittone. Protagonista, nel ruolo di don Vittorio, nell'ultimo film di Franco Diaferia In nome di Maria, che prende spunto dalla storia della bambina bielorussa sequestrata dai genitori di Cogoleto. Dal 1987 al 1992 è stato testimonial per una marca di cucine componibili per la pubblicità su alcune emittenti locali siciliane: in quell'occasione, l'attore appariva in brevi sketch interpretando un calzolaio canterino, distratto dalle gambe della giovane nipote per poi essere puntualmente redarguito da una sovrastante e anziana vicina di casa.
È rimasta famosa la battuta con cui rispondeva all’anziana: diceva in siciliano “cara compare, si deve mangiare le ossa con il sale perché si devono guardare le cose belle”, alludendo al fatto che il rimprovero fosse dovuto all’invidia per la bellezza della ragazza. 
Nel 2007, in occasione del 70º anniversario della scomparsa dell'attore Angelo Musco, ha presentato un spettacolo in omaggio al grande comico catanese dal titolo One Man Show che partendo dal Teatro Massimo Vincenzo Bellini di Catania è stato poi presentato anche in diversi teatri americani. A un anno dal debutto nel suo One Man Show è tornato il 9 novembre al Bellini con La finestra, un lavoro di impegno civile scritto dai giornalisti palermitani Felice Cavallaro e Filippo D'Arpa. Ha girato in Crimea la fiction russa prodotta da Star Media Anna German con la regia di Waldemar Krzystek. Nel 2009 è uno dei comici fissi del programma Insieme, trasmesso su Antenna Sicilia. Muore il 5 ottobre 2018 per arresto cardiaco mentre si trovava nella sua casa a Catania a 72 anni.

## Filmografia

### Cinema
- Turi e i paladini, regia di Angelo D'Alessandro (1979)
- Malèna, accreditato come Gilberto Idone, regia di Giuseppe Tornatore (2000)
- Nati stanchi, regia di Dominick Tambasco (2002)
- Il consiglio d'Egitto, regia di Emidio Greco (2002)
- Le conseguenze dell'amore, regia di Paolo Sorrentino (2004)
- Un amore possibile, cortometraggio, regia di Amanda Sandrelli (2004)
- La seconda notte di nozze, regia di Pupi Avati (2005)
- Sono tornato al nord, regia di Franco Diaferia (2006)
- Chiamami Salomè, regia di Claudio Sestieri (2006)
- La cena per farli conoscere, regia di Pupi Avati (2007)
- Buonanotte fiorellino, cortometraggio, regia di Salvatore Arimatea (2007)
- L'arbitro, cortometraggio, regia di Paolo Zucca (2009)
- La scomparsa di Patò, regia di Rocco Mortelliti (2010)

### Televisione
- Il delitto Notarbartolo – miniserie TV, 3 episodi (1979)
- La piovra 8 - Lo scandalo – miniserie TV (1997)
- La donna del treno – miniserie TV (1999)
- La piovra 10 – miniserie TV (2001)
- Il morso del serpente, regia di Luigi Parisi – film TV (2001)
- L'inganno, regia di Rossella Izzo – film TV (2003)
- Don Matteo – serie TV, episodio Vacche grasse, vacche magre (2004)
- Scripta volant – serie TV, 1 episodio (2004)
- Diritto di difesa – serie TV, 8 episodi (2004)
- Il Grande Torino – miniserie TV (2005)
- Il commissario Montalbano – serie TV, Il gioco delle tre carte (2006)
- Crimini – serie TV, episodio 1x01 (2006)
- Gente di mare – serie TV, episodi 2x08 e 2x09 (2007)
- Incantesimo 9 – soap opera, 25 episodi (2007)
- L'onore e il rispetto – serie TV (2009-2017)
- La ladra - serie TV, episodio 1×12 (2010)

## Teatro
| 1980 | COOPERATIVA TEATRO DELLE ARTI DI CATANIA          | LIOLA'                        | UMBERTO SPADARO     |
| 1981 | TEATRO STABILE DI CATANIA                         | SI RACCONTA                   | GIUSEPPE DI MARTINO |
| 1982 | COOPERATIVA TEATRO DELLE ARTI DI CATANIA          | L'AVARO                       | PIPPO MOLLICA       |
| 1983 | COPRODUZIONE TEATRO DANTE E ASS. A. MUSCO CATANIA | FIAT VOLUNTAS DEI             | GILBERTO IDONEA     |
| 1984 | COOPERATIVA TEATRO DELLE ARTI DI CATANIA          | PAPARINO                      | VINCENZO MULE'      |
| 1985 | COOPERATIVA TEATRO DELLE ARTI DI CATANIA          | LA FORTUNA CON LA F MAIUSCOLA | PIETRO PITINO       |
| 1986 | COOPERATIVA TEATRO DELLE ARTI DI CATANIA          | CAMERIERA CERCASI             | NINO LEONE          |
| 1987 | COOPERATIVA TEATRO DELLE ARTI DI CATANIA          | MAFIA                         | FILIPPO M. JELO     |
| 1988 | COOPERATIVA TEATRO DELLE ARTI DI CATANIA          | I MIRACOLI DI FRA' GILORMU    | GAETANO MERTOLI     |
| 1989 | TEATRO METROPOLITAN DI CATANIA                    | ANNATA RICCA                  | MICHELE ABBRUZZO    |
| 1990 | TEATRO DANTE DI PALERMO                           | SAN GIOVANNI DECOLLATO        | ACCURSIO DI LEO     |
| 1991 | TEATRO F. CILEA DI REGGIO CALABRIA                | LA GIARA - LUMIE DI SICILIA   | ACCURSIO DI LEO     |
| 1992 | TEATRO STABILE BIONDO DI PALERMO                  | FIAT VOLUNTAS DEI             | RAFFAELE ADDAMO     |

- 1992 CATHOLIC UNIVERSITY - WASHINGTON - GATTA CI COVA
- 1993 NEW YORK UNIVERSITY - IL BERRETTO A SONAGLI
- 1994 Istituto Italiano di Cultura BUENOS AIRES - FIAT VOLUNTAS DEI
- 1995 Istituto Italiano di Cultura SAN PAOLO - PENSACI, GIACOMINO!
- Istituto Italiano di Cultura MONTEVIDEO - PENSACI. GIACOMINO!
- 1996 Istituto Italiano di Cultura SANTIAGO del Cile - PENSACI, GIACOMINO!
- 1997 Istituto Italiano di Cultura CARACAS - L'EREDITA' DELLO ZIO CANONICO
- 1998 Consolato Italiano MAR DEL PLATA Argentina - PENSACI, GIACOMINO!
- 1999 Istituto Italiano di Cultura Cordoba - IL BARONE DI CARNEVALE
- 2000 Istituto Italiano di Cultura RABAT - Marocco - IL BERRETTO A SONAGLI
- 2001 Westchester Community College - Usa - GATTA CI COVA
- 2001 Columbus Center - TORONTO - IL BERRETTO A SONAGLI  (quella di TORONTO è la prima mondiale dello spettacolo nella versione "one-man presentation")
- 2002 Istituto Italiano di Cultura - SAN PAOLO - IL BERRETTO A SONAGLI
- 2002 Liceo E. Montale - SAN PAOLO - IL BERRETTO A SONAGLI
- 2002 St. John's University - NEW YORK - IL BERRETTO A SONAGLI
- 2002 Scuola Italiana G. Marconi - NEW YORK - IL BERRETTO A SONAGLI
- 2002 Biblioteca Municipale - FILADELFIA - IL BERRETTO A SONAGLI
- 2002 Istituto Italiano di Cultura - MONTEVIDEO - IL BERRETTO A SONAGLI
- 2002 Scuola Italiana - MONTEVIDEO - IL BERRETTO A SONAGLI
- 2002 Teatro de la Universidad de LA PLATA-Argentina - EL GORRO DE CASCABELES
- 2002 Istituto Italiano di Cultura CORDOBA-Argentina - IL BERRETTO A SONAGLI
- 2002 Liceo Los Arrayanes -ROSARIO - Argentina - IL BERRETTO A SONAGLI
- 2002 Consolato Italiano di DORTMUND - IL BERRETTO A SONAGLI
- 2007 Teatro Massimo Bellini di Catania - ONE MAN SHOW
- 2007 Istituto Italiano di Cultura SAN PAOLO - ONE MAN SHOW
- 2007 Istituto Culturale Italo Brasiliano Rio de Janerio - ONE MAN SHOW
- 2007 Istituto Italiano di Cultura - Washington - ONE MAN SHOW
- 2007 Consolato Italiano di Filadelfia - ONE MAN SHOW
- 2007 St. John's University - NEW YORK - ONE MAN SHOW
- 2007 Teatro de la Universidad de LA PLATA - ONE MAN SHOW
- 2007 Teatro de la Universidad de LA PLATA - EL GORRO DE CASCABELES
- 2007 Universidad Nacional de Rosario - ONE MAN SHOW
- 2008 Centro Culturale Borges - Buenos Aires - ONE MAN SHOW
- 2008 SilverTeatro - Boston - ONE MAN SHOW
- 2008 Teatro della Missione Cattolica - New York - ONE MAN SHOW
- 2008 Nominato Ambasciatore della Cultura Siciliana nel mondo presso  L'Ambasciata d'Italia a Washington
- 2009 Teatro Massimo Bellini di Catania - LA FINESTRA
- 2009 Villa Filippina Palermo - LA FINESTRA
- 2009 TEATRO BIONDO STABILE di Palermo - LA FINESTRA
- 2009 Università Nazionale - Mar del Plata - Argentina - LEZIONE SU PIRANDELLO
- 2009 Università Bassa California - Tijuana - Messico - LEZIONE SU PIRANDELLO
- 2009 Casa de la Cultura - Tijuana - Messico - ONE MAN SHOW
- 2009 Convegno CSNA - Toronto - Canada - ONE MAN SHOW
- 2010 Convegno CSNA - Fort Laudardale (Florida) - ONE MAN SHOW
- 2010 Istituto Italianodi Cultura - Cordoba Argentina - ONE MAN SHOW
- 2010 Teatro Vittorio Emanuele - Messina - ONE MAN SHOW
- 2011 Northeastern University Boston - ONE MAN SHOW
- 2011 Istituto Italiano di Cultura Montréal - Canada - ONE MAN SHOW
- 2011 Teatro Stabile di Catania - ONE MAN SHOW